# I Висконти (Пиза)
I Висконти је насеље у Италији у округу Пиза, региону Тоскана.
Према процени из 2011. у насељу је живело 86 становника. Насеље се налази на надморској висини од 28 м.